# BMW E39
Con la sigla BMW E39 si intende la quarta generazione della BMW Serie 5, autovettura di fascia alta prodotta dalla casa automobilistica tedesca BMW dal 1995 al 2003.

## Storia e profilo
Nella seconda metà del 1995 venne presentata la nuova generazione di Serie 5, contraddistinta dalla sigla di progetto E39 e destinata a raccogliere il testimone della E34. La E39 ottenne un successo superiore a quello dell'antenata.
La linea, disegnata da Joji Nagashima, si presenta molto pulita e levigata, e in alcuni particolari anche muscolosa. Presenta un corpo vettura caratterizzato da linee morbide e non spigolose con il frontale che presenta i doppi fari carenati, una soluzione classica nella produzione automobilistica BMW. Degno di nota sono il raccordo fra montante anteriore e nervatura del cofano motore, o ancora le scalfitture laterali che conferiscono un aspetto molto dinamico. Completano il quadro una coda tronca e un raccordo tra coda stessa e padiglione molto spiovente.
La parte anteriore riprendeva, aggiornati, i concetti delle E36 ed E38, con i classici proiettori rotondi carenati da una copertura in plexiglas trasparente, mentre il doppio rene era ora incastonato nel cofano motore. La parte posteriore, abbandonava i classici fari a “gradino”, in luogo di proiettori più classici ed eleganti, che non erano più spezzati dall’apertura del bagagliaio, ma ne disegnavano la linea.
L’interno era caratterizzato dal cockpit orientato verso il guidatore, una spessa modanatura in radica, ma soprattutto dalla qualità dei materiali utilizzati. Infatti, la plancia era rivestita in un abs effetto pelle molto morbido, con un trattamento superficiale che la rendeva immune da invecchiamento. I rivestimenti della selleria nelle prime serie, caratterizzati dal velluto Flock o, su richiesta, da pelle.
Nella progettazione della E39 i tecnici hanno adottato diverse soluzioni per contenere la massa, facendo uso di lega di alluminio utilizzata per le sospensioni, i mozzi ruota e le pinze freni. Meccanicamente, la E39 prevede il motore anteriore longitudinale e la trazione posteriore. I freni sono a disco (con quelli anteriori di tipo autoventilante), mentre l'avantreno prevede un'evoluzione del precedente schema MacPherson, stavolta a doppio snodo, e il retrotreno propone una soluzione multilink, con braccetti ancorati ad un telaietto ausiliario.

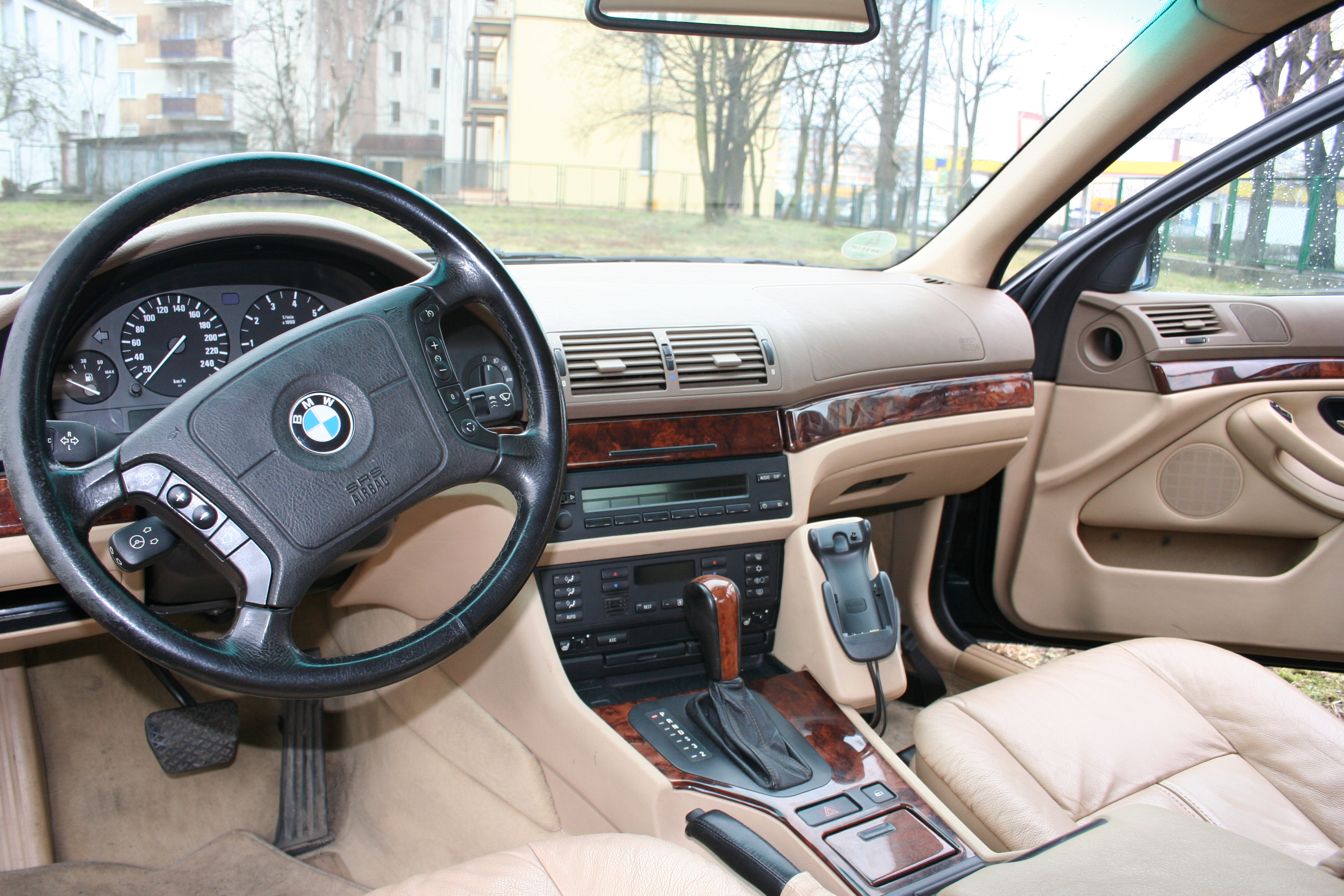
Interni di una BMW 528 del 1996 con cambio automatico

Massiccio è l'uso di elettronica: accanto al sistema di iniezione elettronica multipoint con accensione integrata e misuratore di portata d'aria, vi sono i dispositivi per la sicurezza attiva, come l'ABS e il controllo di trazione (ASC+T), che impedisce alla vettura di scomporsi in situazioni di scarsa aderenza, eventualmente disinseribile per lasciare il totale controllo della vettura al conducente.
Internamente, la E39 risultava più spaziosa del modello precedente: anche la zona posteriore dell'abitacolo risultava essere più comoda per gli occupanti, grazie ad alcuni centimetri in più recuperati in fase di progetto. Il comfort è percepibile anche anteriormente, grazie alle regolazioni elettriche di sedili (optional), volante e retrovisori. Il posto guida era caratterizzato anche dalla natura multifunzione del volante (optional) che incorpora i comandi dell'impianto radio e della climatizzazione.
Al momento dell'esordio la gamma includeva le versioni berlina con motori a 6 e 8 cilindri, benzina o turbodiesel, provenienti (seppur rivisti nell'elettronica e dotati, in alcuni casi di sistema Vanos) dall'ultima evoluzione della precedente E34.
Le versioni disponibili al momento del lancio erano:
- 520i - 6 cilindri in linea 24v 1991 cm³ da 150 CV
- 523i - 6 cilindri in linea 24v 2494 cm³ da 170 CV
- 528i - 6 cilindri in linea 24v 2793 cm³ da 193 CV
- 525tds - 6 cilindri in linea 12v 2497 cm³ da 143 CV

Entro breve tempo vennero affiancate dalla 540i dotata di un V8 da 4398 cm³ e 286 CV.

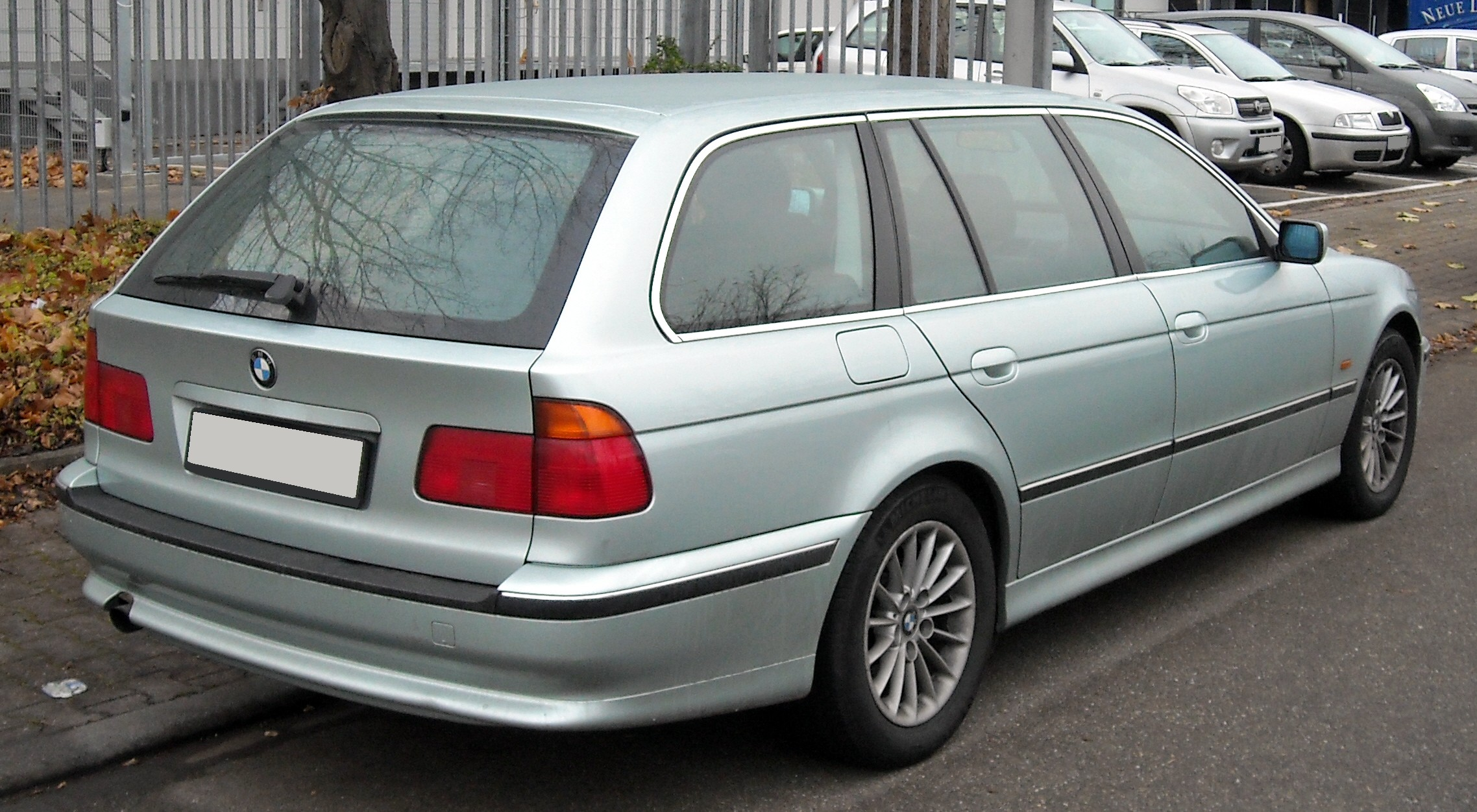
Retro di una E39 Touring pre-restyling

## Evoluzione

### Touring

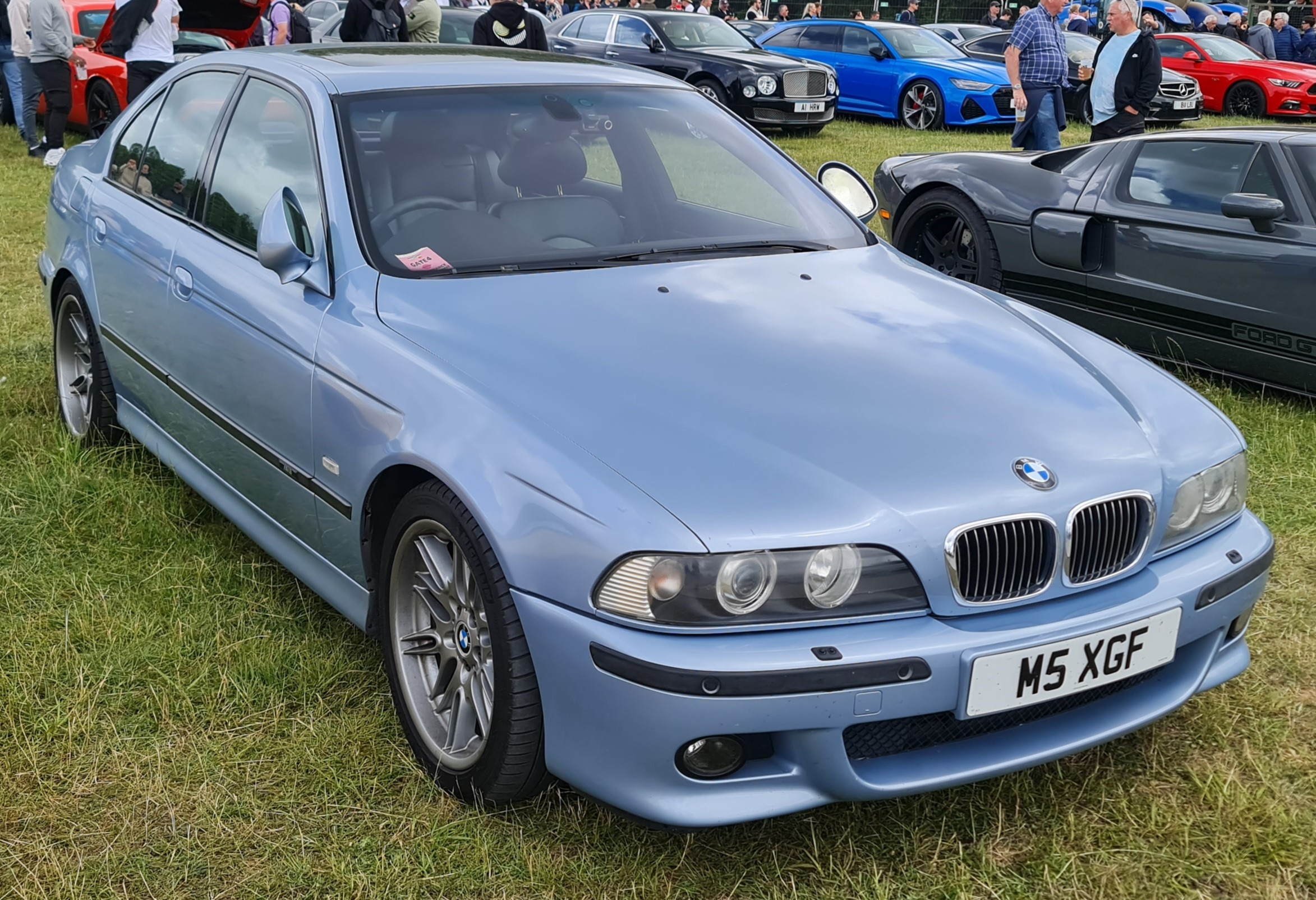
BMW M5

Disponibile inizialmente nella sola configurazione berlina a tre volumi, dalla metà del 1996 viene proposta anche in versione Touring, ossia station wagon sostituendo l'omonima basata sulla precedente E34. Questa versione possiede alcune caratteristiche progettuali inedite, come il retrotreno dotato di ammortizzatori maggiormente inclinati, soluzione studiata per concedere maggior spazio al vano bagagli. Inoltre, il piano di carico è scorrevole e può essere estratto per agevolare il carico di oggetti pesanti. Esteticamente la Touring è identica alla berlina fino all'altezza del secondo montante (eccezion fatta per la presenza delle barre portatutto sul tetto). La coda propone dei gruppi ottici dal disegno simile a quello della versione precedente su base E34, ma modernizzati.

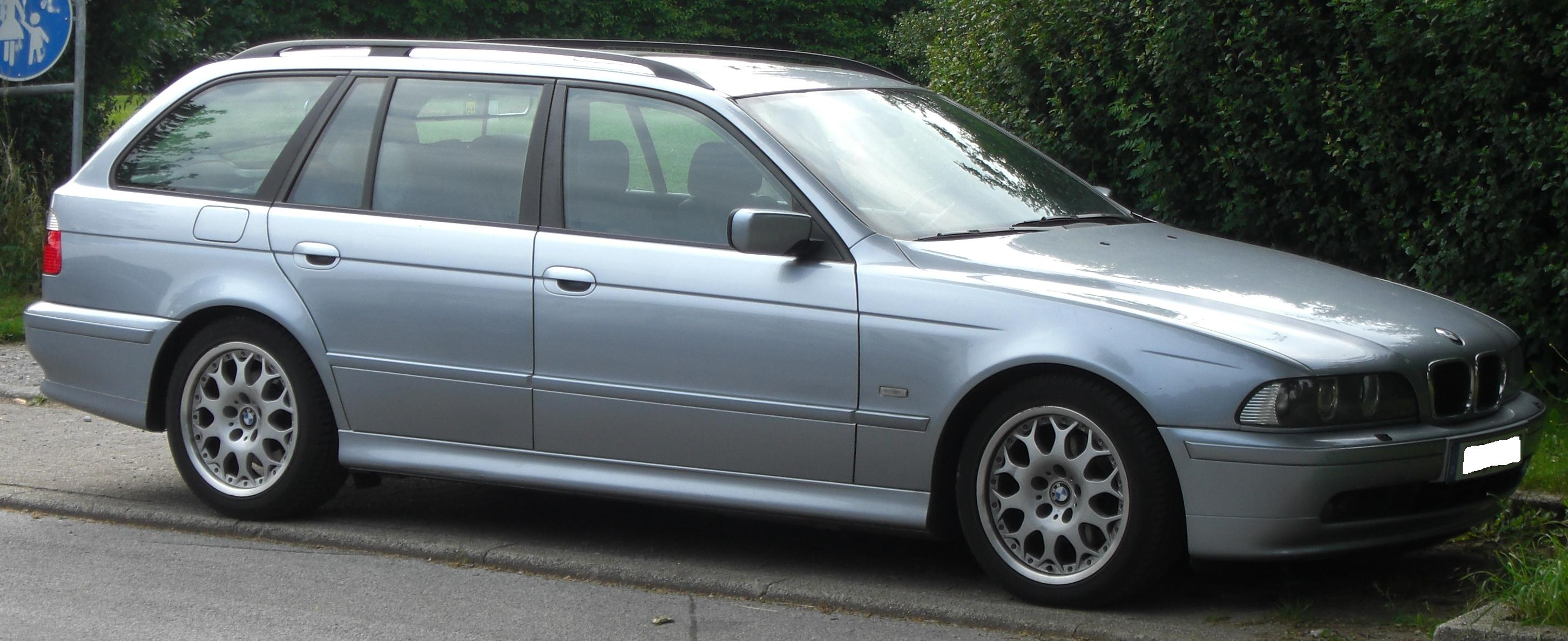
Una Serie 5 E39 Touring

All'inizio del 1998, la gamma venne ampliata con due nuovi diesel che si affiancarono alla 525tds: la 520d, dotata del piccolo quattro cilindri derivato da quello della 320d (16v 1951 cm³ da 136 CV), e la 530d (6 cilindri in linea 24v da 184 CV).

### M5
Capitolo a parte merita la versione M5, anch'essa lanciata nel 1998, che per la prima volta adottava un V8 da cinque litri da 400 CV, ed era disponibile nella sola configurazione berlina.
Nel 1998 la gamma fu ampliata con la 530d, dotata di un turbo diesel ad iniezione Common rail, che con una cilindrata di 2926 cm³ era capace di erogare 184 CV, diventando, per l’epoca, il diesel di serie più veloce del mondo. Per l’occasione, vennero introdotti nuovi livelli di allestimento: Eletta, che ricalcava le precedenti versioni; Attiva, che rappresentava la declinazione sportiva del modello, dotata di pacchetto Shadow Line, assetto M, cerchi in lega 16”, e finiture più votate al dinamismo che al comfort; Futura, dotata di serie con tutti gli accessori più tecnologici, come il sistema di navigazione, la tv, il telefono di bordo, sensori PDC e servosterzo autoregolabile in base alla velocità. Tutte le versioni, inoltre, presentavano di serie i fari allo xeno.
Nel 2000, in occasione del lancio della 520d, dotata del 4 cilindri da 136 CV già in dote alla 320d, la E39 fu oggetto di piccole modifiche di dettaglio, come gli indicatori di direzione anteriori, laterali e posteriori bianchi, e nuovi interni in stoffa Reps per gli al posto del velluto Flock. Nello stesso periodo, la potenza della 530d saliva a 193 CV.

### Restyling 2000

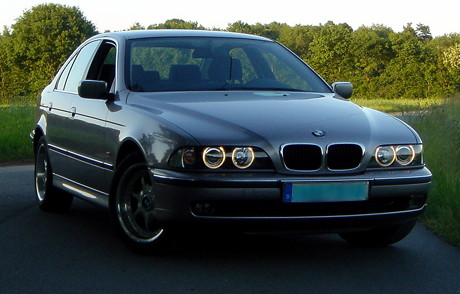
BMW 520i restyling 2000, notare i nuovi fari con la corona in fibra ottica chiamati "ad occhi d'angelo"

Nell'ottobre 2000 la Serie 5 fu sottoposta a un piccolo restyling della gamma. Vennero introdotte nuove modifiche che interessavano il frontale, con la classica coppia di fari tondi circondata da un anello di fibra ottica che fungeva da luce di posizione, nuovi scudi paracolpi, fari posteriori a led, calandra con cornice cromata di dimensioni maggiori, e modifiche di dettaglio agli interni.
Completamente rinnovata la gamma.

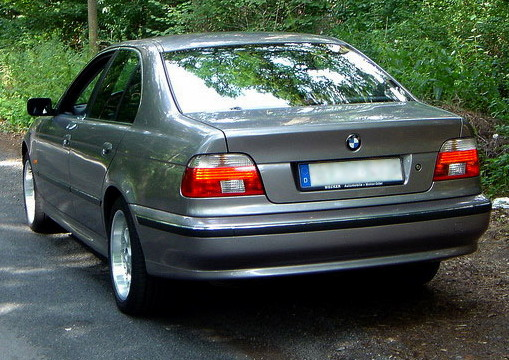
Posteriore di una 520i restyling 2000

Le versioni ora disponibili erano: 520i (6 cilindri 24v 2171 cm³ 170 CV), 525i (6 cilindri 24v 2494 cm³ 193 CV), 530i (6 cilindri 24v 2996 cm³ 231 CV), 540i (V8 32v 4398 cm³ 286 CV), 520d invariata nella meccanica, 525d (6 cilindri 24v 2497 cm³ 163 CV) e 530d potenziata a 193 CV. La Touring, aggiornata, era disponibile nelle stesse versioni della berlina (M5 esclusa).
Nel 2002, prima dell'uscita di scena della E39, che nel 2003 sarebbe stata sostituita dalla E60, BMW lanciò alcuni nuovi allestimenti particolarmente ricchi di accessori: la Chrome, la Steel, la Titanium, e la Platinum.
Nel 2003 la E39 lasciò il posto alla nuova E60.

## Riepilogo caratteristiche e versioni
Nella seguente tabella vengono mostrati dati relativi alle principali versioni previste per la gamma E39. I dati riguardano unicamente le versioni con carrozzeria berlina e le corrispondenti versioni Touring (salvo i casi della 535i, della 525td e della M5, non previste in quest'ultima configurazione) sono caratterizzate da una massa superiore di circa 100-115 kg, da una velocità di punta di circa 3–4 km/h inferiore, da doti di accelerazione da 0 a 100 km/h inferiori di circa 4 decimi di secondo e da consumi peggiori di circa 0.3-0.5 litri ogni 100 km.
| BMW Serie 5 E39                   |          |                |                |               |                    |              |                     |                    |                    |
| Versione                          | Motore   | Cilindrata cm³ | Potenza CV/rpm | Coppia Nm/rpm | Massa a vuoto (kg) | Velocità max | Acceler. 0–100 km/h | Consumo (l/100 km) | Anni di produzione |
| A benzina                         |          |                |                |               |                    |              |                     |                    |                    |
| 520i                              | M52B20   | 1991           | 150/5900       | 190/4200      | 1.410              | 220          | 10"2                | 8.5                | 1995-99            |
| 520i                              | M52TUB20 | 1991           | 150/5900       | 190/3500      | 1.410              | 220          | 10"                 | 8.4                | 1999-2000          |
| 520i                              | M54B22   | 2171           | 170/6100       | 210/3500      | 1.570              | 226          | 9"1                 | 8.9                | 2000-03            |
| 523i                              | M52B25   | 2494           | 170/5500       | 245/3950      | 1.420              | 228          | 8"5                 | 8.5                | 1995-98            |
| 523i                              | M52TUB25 | 2494           | 170/5500       | 245/3500      | 1.430              | 228          | 8"4                 | 8.5                | 1998-2000          |
| 525i                              | M54B25   | 2494           | 192/6000       | 245/3500      | 1.575              | 238          | 8"1                 | 9.3                | 2000-03            |
| 528i                              | M52B28   | 2793           | 193/5300       | 280/3950      | 1.440              | 236          | 7"5                 | 9                  | 1995-99            |
| 528i                              | M52TUB28 | 2793           | 193/5500       | 280/3500      | 1.440              | 236          | 7"5                 | 8.9                | 1999-2000          |
| 530i                              | M54B30   | 2979           | 231/5900       | 300/3500      | 1.605              | 250          | 7"1                 | 10.2               | 2000-03            |
| 535i                              | M62B35   | 3498           | 235/5700       | 320/3300      | 1.540              | 247          | 7"                  | 10.3               | 1996-98            |
| 535i                              | M62TUB35 | 3498           | 245/5800       | 345/3800      | 1.615              | 247          | 7"                  | 11.5               | 1998-03            |
| 540i                              | M62B44   | 4398           | 286/5700       | 420/3900      | 1.585              | 250          | 6"2                 | 10.5               | 1996-98            |
| 540i                              | M62TUB44 | 4398           | 286/5400       | 440/3600      | 1.660              | 250          | 6"2                 | 11.8               | 1998-03            |
| M5                                | S62B50   | 4941           | 400/6600       | 500/3900      | 1.720              | 250          | 5"3                 | 13.9               | 1998-03            |
| A gasolio                         |          |                |                |               |                    |              |                     |                    |                    |
| 520d                              | M47D20   | 1951           | 136/4000       | 280/1750      | 1.565              | 206          | 10"6                | 5.9                | 2000-03            |
| 525td (solo Paesi Bassi e Belgio) | M51D25T  | 2498           | 115/4800       | 230/1900      | 1.480              | 198          | 11"9                | 7.9                | 1996-2000          |
| 525tds                            | M51D25S  | 2498           | 143/4600       | 280/2200      | 1.480              | 211          | 10"4                | 8.3                | 1996-2000          |
| 525d                              | M57D25   | 2498           | 163/4000       | 350/2000      | 1.575              | 219          | 8"9                 | 6.7                | 2000-03            |
| 530d                              | M57D30   | 2926           | 184/4000       | 390/1750      | 1.550              | 225          | 8"                  | 7.2                | 1998-2000          |
| 530d                              | M57D30   | 2926           | 193/4000       | 410/1750      | 1.650              | 230          | 7"8                 | 7.1                | 2000-03            |

## Le altre E39

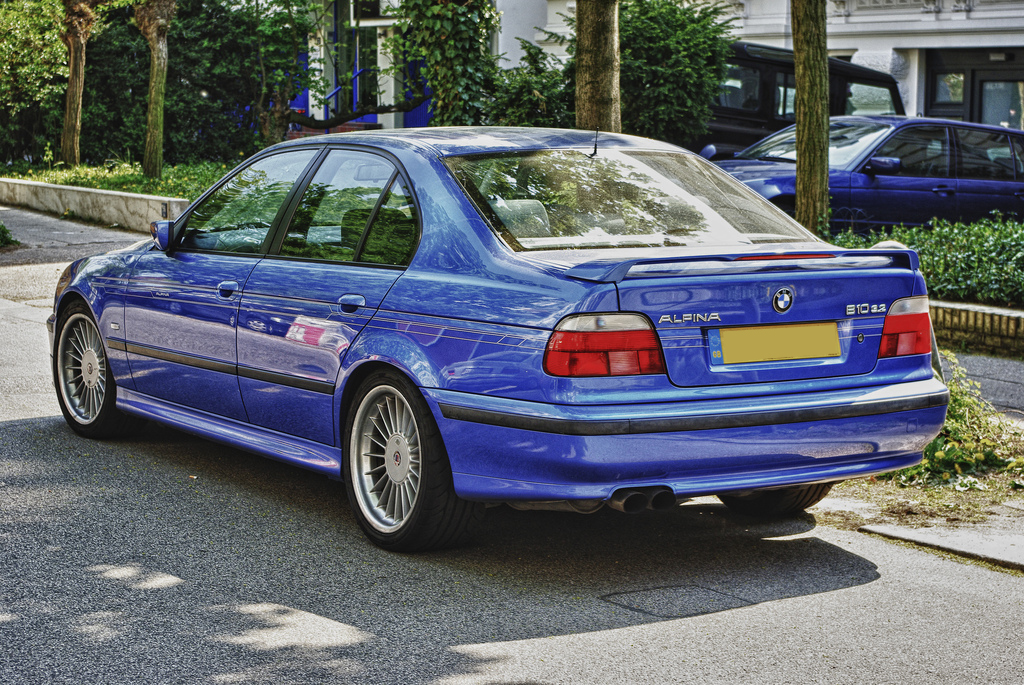
Posteriore di una BMW Alpina E39 B10

Tra le versioni particolari della BMW E39 erano presenti le versioni prodotte dalla Alpina. La gamma di questo modello denominata B10 con unità a benzina e D10 con unità a gasolio, comprende versioni da 2.9 a ben 4.8 litri, con potenze comprese tra i 245 ed i 375 CV. Si tratta di versioni particolarmente ricche e raffinate, anche nei prezzi di listino, sensibilmente superiori a quelli delle "normali" Serie 5 E39. In totale, le Alpina su base E39 sono state prodotte in 2396 esemplari.
La E39 è stata proposta anche in versioni particolari a seconda dei mercati di destinazione. Per esempio, in Brasile è stata proposta una 540i dotata di carrozzeria blindata, mentre in Messico le 528i e 540i uscivano di serie con il cambio automatico.
La E39 è stata proposta anche per il mercato nordamericano, ovvero Canada e USA, nonché per alcuni mercati orientali, come quello di Taiwan.